# Terina incisa
Terina incisa är en fjärilsart som beskrevs av Holland 1893. Terina incisa ingår i släktet Terina och familjen mätare. Inga underarter finns listade i Catalogue of Life.